# Cornelia Klak
Cornelia Klak, född 1968, är en sydafrikansk botaniker. Hon är specialist på Alkaceer.
Auktorsnamnet Klak kan användas för Cornelia Klak i samband med ett vetenskapligt namn inom botaniken; se Wikipediaartiklar som länkar till auktorsnamnet.